# Ana Burnay Aranha
Ana Maria Burnay Aranha (Vila Nova de Gaia, São Félix da Marinha, Granja, 27 de Julho de 1907 - Cascais, 22 de Julho de 1994) foi uma aviadora portuguesa.

## Aviadora
Obteve o seu brevete de pilotagem particular na Escola Civil de Pilotagem Manuel Bramão, que na altura operava em Alverca com avionetas Cub, no dia 13 de dezembro de 1939. Simão Aranha, foi o seu instrutor, com  quem mais tarde viria a casar-se. No dia 4 de agosto de 1945 o Aeródromo Comandante Brito Pais (atualmente conhecido como Aeródromo Municipal de Mirandela) foi inaugurado, ocasião na qual, para promover o voo planado, esta aviadora realizou juntamente com o marido o maior voo a reboque da história de Portugal, com um total de setecentos e oitenta e cinco quilómetros percorridos.

## Vida pessoal
Filha de Pedro Henrique Burnay (Lisboa, Mártires, 26-11-1872 - Ile de France, Paris, 19-12-1910) e de Charlotte Lemesle (Paris, 1875 - 04-01-1942). Irmã de Pedro Henrique Burnay, 3º conde de Burnay (Vernet-les-Bains, Pyrénées-Orientales, Languedoc-Roussillon, França, 6-7-1904 - Lisboa, 1964) e de Paulo Burnay (Paris, Île-de-France, França, 27-02-1906 - ?)
Foi casada com Duarte Gustavo Nogueira Soares Cardoso, 2º visconde do Marco (Lisboa, Alcântara, 28-12-1898 - Oeiras, Carnaxide, 03-04-1980), tendo sido pais de Carlos Duarte Burnay Nogueira Soares Cardoso (Lisboa, 16-05-1927 - Cascais, 09-03-1952) e de Ana Maria Filomena Burnay Nogueira Soares Cardoso (Cascais, 18-10-1931 - Oeiras, Barcarena, 23-12-2018). O casal divorciou-se em 1944.
Em 23 de Junho de 1945, Ana Maria Burnay casou-se civilmente com Simão do Santíssimo Sacramento Pedro Cota Falcão Aranha de Sousa e Menezes (Cascais, 10 de Maio de 1908 - 1 de Agosto de 2000), dos antigos Copeiros-Mores do Reino, conhecido simplesmente por Simão Aranha, aviador, e que usava o nome artístico Pedro Falcão, enquanto pintor.